# Paz de Deza-Terrer
La paz de Deza o paz de Terrer fue un acuerdo firmado en Deza y  Terrer los días 13 y 14 de mayo de 1361, entre Pedro I de Castilla y Pedro IV de Aragón para poner fin a la guerra de los dos Pedros. El acuerdo «será garantizado por el reino de Navarra» aunque lejos de poner fin al conflicto, «adquiere dimensiones internacionales: la llegada de Enrique de Trastámara a Francia dará un nuevo impulso al conflicto.»

## Contexto histórico
El 24 de abril de 1360, se produjo la primera batalla de Nájera donde las tropas aragonesas en apoyo de la causa de Enrique de Trastámara salieron derrotadas por el ejército de Pedro I. El reino de Navarra, gobernador por Luis de Navarra, lugarteniente del rey Carlos II de Navarra, en aras a mantener en lo posible su neutralidad, se había constituido como mediador con la aceptación de ambas partes.
Pedro I de Castilla accedió a las súplicas del legado papal Guy de Boulogne y se produjeron negociaciones entre Bernardo II de Cabrera, por parte de la Corona de Aragón y los castellanos Juan Alfonso de Mayorga y Men Rodríguez de Biedma. Se acordó la restitución de los castillos y lugares conquistados, la liberación de los prisioneros y la remisión del pleito sobre Alicante y Almazán al legado papal.

## Contenido del acuerdo
El acuerdo fue finalmente solo tregua, puesto que el obligado exilio de Enrique de Trastámara en Francia, lejos de extinguir el conflicto, le ayuda a lograr nuevos apoyos y retomar la lucha en septiembre de 1362 la Corona de Castilla reinició las hostilidades.